# Mainaghat
Mainaghat – gaun wikas samiti w zachodniej części Nepalu w strefie Lumbini w dystrykcie Nawalparasi. Według nepalskiego spisu powszechnego z 2001 roku liczył on 624 gospodarstw domowych i 3785 mieszkańców (1962 kobiet i 1823 mężczyzn).